# Bagat-en-Quercy
Bagat-en-Quercy est une commune déléguée de Barguelonne-en-Quercy située dans le département du Lot en région Occitanie.

## Géographie
Commune située dans le Quercy.

### Communes limitrophes
|                         | Carnac-Rouffiac                      | Sauzet, Villesèque                      |
| Fargues                 | Bagat-en-Quercy                      | Saint-Pantaléon (Barguelonne-en-Quercy) |
| Montcuq-en-Quercy-Blanc | Saint-Daunès (Barguelonne-en-Quercy) |                                         |

## Toponymie
Le toponyme Bagat pourrait provenir :
- d'un nom de famille germanique Bagard provenant de baga qui signifie dispute et de hard voulant dire fort ;
- ou du celtique bacc qui signifie pointe ou creux et du suffixe -at issu de -ate qui correspondrait au site.

## Histoire
Le 1er janvier 2019, la commune fusionne avec Saint-Daunès et Saint-Pantaléon pour former la commune nouvelle de Barguelonne-en-Quercy dont la création est actée par un arrêté préfectoral du 28 septembre 2018.

## Politique et administration
| Période                                  | Période | Identité              | Étiquette | Qualité |
| ---------------------------------------- | ------- | --------------------- | --------- | ------- |
| 1793                                     |         | Etienne Jargeau       |           |         |
| 1793                                     | 1794    | JP Solacroup          |           |         |
| 1793                                     | 1808    | Xavier Fortet         |           |         |
| 1794                                     |         | Jean Dumas            |           |         |
| 1808                                     | 1815    | Jean Baptiste Soubira |           |         |
| 1815                                     | 1830    | Jean Falmont (de)     |           |         |
| 1830                                     | 1837    | Antoine Julhia        |           |         |
| 1837                                     | 1848    | Jacques Babouleme     |           |         |
| 1848                                     | 1860    | Charles Falmont (de)  |           |         |
| 1860                                     | 1865    | Jean Combarieu        |           |         |
| 1865                                     | 1875    | Charles Falmont (de)  |           |         |
| 1865                                     | 1887    | Jean Pierre Andrieu   |           |         |
| 1887                                     | 1889    | Bernard Julhia        |           |         |
| 1889                                     | 1892    | Jean Pierre Delbreil  |           |         |
| 1892                                     | 1901    | Jean Combarieu        |           |         |
| 1901                                     | 1911    | Ferdinand Chovel      |           |         |
| 1911                                     | 1942    | Emilien Ginestet (de) |           |         |
| 1942                                     | 1944    | Joseph Verdier        |           |         |
| 1944                                     | 1945    | Dieudonné Bessieres   |           |         |
| 1945                                     | 1971    | Sylvain Lanies        |           |         |
| 1971                                     | 1983    | Max Ginestet (de)     |           |         |
| 1983                                     | 2008    | Michel Baffalie       |           |         |
| 2001                                     | 2018    | Bernard Fournié       |           |         |
| Les données manquantes sont à compléter. |         |                       |           |         |

| Période      | Période  | Identité        | Étiquette | Qualité |
| ------------ | -------- | --------------- | --------- | ------- |
| janvier 2019 | En cours | Bernard Fournié |           |         |

## Démographie
L'évolution du nombre d'habitants est connue à travers les recensements de la population effectués dans la commune depuis 1793. Pour les communes de moins de 10 000 habitants, une enquête de recensement portant sur toute la population est réalisée tous les cinq ans, les populations de référence des années intermédiaires étant quant à elles estimées par interpolation ou extrapolation. Pour la commune, le premier recensement exhaustif entrant dans le cadre du nouveau dispositif a été réalisé en 2006.

En 2016, la commune comptait 193 habitants, en évolution de −1,53 % par rapport à 2010 (Lot : +1,31 %, France hors Mayotte : +2,11 %).
| 1793 | 1800 | 1806 | 1821 | 1831 | 1836 | 1841 | 1846 | 1851 |
| ---- | ---- | ---- | ---- | ---- | ---- | ---- | ---- | ---- |
| 250  | 528  | 538  | 623  | 677  | 565  | 600  | 622  | 600  |

| 1856 | 1861 | 1866 | 1872 | 1876 | 1881 | 1886 | 1891 | 1896 |
| ---- | ---- | ---- | ---- | ---- | ---- | ---- | ---- | ---- |
| 610  | 572  | 582  | 561  | 553  | 535  | 453  | 409  | 366  |

| 1901 | 1906 | 1911 | 1921 | 1926 | 1931 | 1936 | 1946 | 1954 |
| ---- | ---- | ---- | ---- | ---- | ---- | ---- | ---- | ---- |
| 386  | 408  | 369  | 297  | 280  | 260  | 274  | 256  | 229  |

| 1962 | 1968 | 1975 | 1982 | 1990 | 1999 | 2006 | 2011 | 2016 |
| ---- | ---- | ---- | ---- | ---- | ---- | ---- | ---- | ---- |
| 235  | 182  | 198  | 211  | 186  | 192  | 183  | 198  | 193  |

## Économie
Viticulture lieu de production du Cahors (AOC).

## Culture locale et patrimoine

### Personnalités liées à la commune
- Christian d'Espic (1901-1978), artiste peintre-graveur français, né à Bagat-en-Quercy.
- Bernard Pagès, sculpteur, né à Cahors en 1940, a vécu sa petite enfance à Bagat-en-Quercy.